# Bangiales
Bangiales è un ordine della classe delle Bangiophyceae secondo il sistema di classificazione Hwan Su Yoon et al. (2006). Sono alghe rosse multicellulari classificate attraverso il sistema R.E.Lee (2008). Contiene una sola famiglia: le Bangiaceae, al cui interno sono classificati i generi Porphyra, Pyropia, Bangia, Porphyrella e Conchelis.